# Итякескус (Хельсинки)
Итякескус (фин. Itäkeskus, швед. Östra centrum; буквально «восточный центр») — район в восточной части города Хельсинки.
В районе действует станция хельсинкского метро «Итякескус» и расположен один из крупнейших торговых центров «Итякескус».
В районе проживает значительное количество русскоязычных, в связи с чем в 1997 году русский православный Никольский приход открыл в районе домовый храм святой Ксении Блаженной, а с 2000-х начал строительство комплекса Николо-Воскресенского собора.